# Beata Raszkiewicz
Beata Raszkiewicz – polska śpiewaczka operowa (sopran).
Absolwentka Akademii Muzycznej w Katowicach (1992, dyplom z wyróżnieniem w klasie śpiewu prof. Stanisławy Marciniak-Gowarzewskiej). Występowała m.in. w Narodni Divadlo w Pradze, Opera du Rhin w Strasbourgu, Opera la Monnaie w Brukseli, Wiener Kammeroper. Laureatka międzynarodowych konkursów wokalnych.

## Partie operowe
- Donna Anna (Don Giovanni, Mozart) – debiut w Wiener Kammeroper
- Eurydyka (Orfeusz i Eurydyka, Gluck)
- Konstancja (Uprowadzenie z seraju, Mozart)
- Lucia di Lammermoor (Lucia di Lammermoor, Donizetti)
- Norma (Norma, Bellini)[2]

## Nagrody
- 1991: IV Międzynarodowy Konkurs Sztuki Wokalnej im. Ady Sari – II nagroda[3]
- 1994: V Ogólnopolski Konkurs Wokalistyki Operowej im. Adama Didura – III nagroda[4]